# امدادگران: مأموریت زیرزمینی
امدادگران: مأموریت زیرزمینی (انگلیسی: The Rescuers Down Under) فیلمی در ژانر زوج هنری و موزیکال به کارگردانی مایک گابریل است که در سال ۱۹۹۰ منتشر شد.

## داستان
در منطقه دورافتاده استرالیا ، پسر جوانی به نام کودی با یک عقاب طلایی کمیاب به نام ماراوته دوست می شود که لانه و تخم هایش را به او نشان می دهد و یکی از پرهایش را به او می دهد. بعداً، او در دام حیواناتی می افتد که توسط پرسیوال سی مک لیچ، شکارچی محلی تحت تعقیب رنجرز استرالیا قرار گرفته است. مک لیچ همسر ماراوت را کشته است. مک لیچ که متوجه می شود کودی پر ماراوت را دارد و باید مکان او را بداند، پسر را می رباید و کوله پشتی او را به سمت شناوری از کروکودیل ها می اندازد . رنجرز آن را پیدا می کند و معتقد است که کودی خورده شده است.
موشی که طعمه این تله بود با عجله به سمت یک پاسگاه می رود و از آنجا تلگرافی به مقر انجمن امداد نجات در سازمان ملل متحد ، شهر نیویورک ارسال می شود. برنارد و دوشیزه بیانکا، ماموران میدانی نخبه RAS، به ماموریت منصوب می شوند و تلاش های برنارد برای پیشنهاد ازدواج به بیانکا را قطع می کنند. آنها برای یافتن آلباتروس ارویل که قبلاً به آنها کمک کرده بود می روند و با برادرش ویلبر ملاقات می کنند که آنها را به استرالیا می برد. در آنجا با جیک ملاقات می‌کنند، یک موش پرنده که عامل منطقه‌ای RAS است. جیک شیفته بیانکا می‌شود و با او معاشقه می‌کند، که باعث ناراحتی برنارد می‌شود. او به عنوان "راهنمای تور" و محافظ آنها در جستجوی پسر عمل می کند. ویلبر به طور تصادفی ستون فقرات خود را خم می کنددر حال تلاش برای کمک به آنها نیست، بنابراین جیک او را به بیمارستان (یک آمبولانس قدیمی) می فرستد. ویلبر از انجام عمل جراحی امتناع می ورزد، اما در حالی که برای فرار از دست موش های پزشکی مبارزه می کند، کمرش صاف می شود. او به دنبال دوستانش پرواز می کند.

## بازیگران
- باب نیوهارت
- اوا گابور
- جون کندی
- جرج سی. اسکات
- فرانک ولکر
- وین رابسن
- راسی تیلور
- برنار فاکس